# Великий Букрин
Вели́кий Букри́н — село в Україні, у Обухівському районі Київської області.
Населення становить 102 особи. Біля села протікає річка Дніпро.
Біля Великого Букрина розкопано поселення трипільської культури (3 тисячоліття до н. е.), виявлено могильник ранньослов'янської зарубинецької культури (II ст. до н. е.— II ст. н. е.). Поблизу села збереглися залишки городища часів Київської Русі.
В центрі села, на захід від цвинтаря, збереглися руїни "панського" цегляного будинку. Ймовірно, належав Кістяківським, в радянський час тут була школа.

## Вулиці села
- Героїв Дніпра
- Шевченка
- Запорізька
- Сіндрякова
- Купірянова

## Галерея

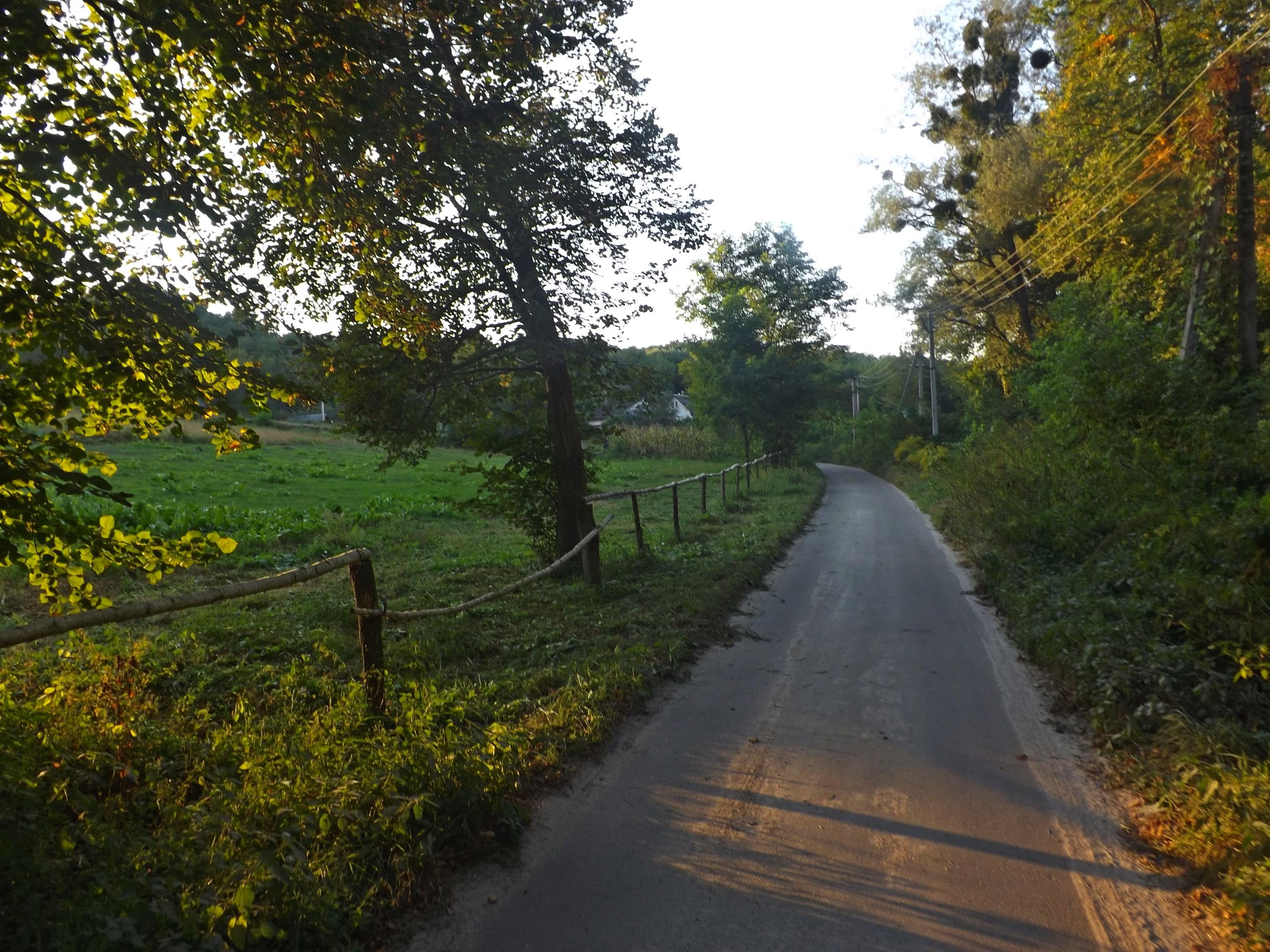
Вулиця Героїв Дніпра
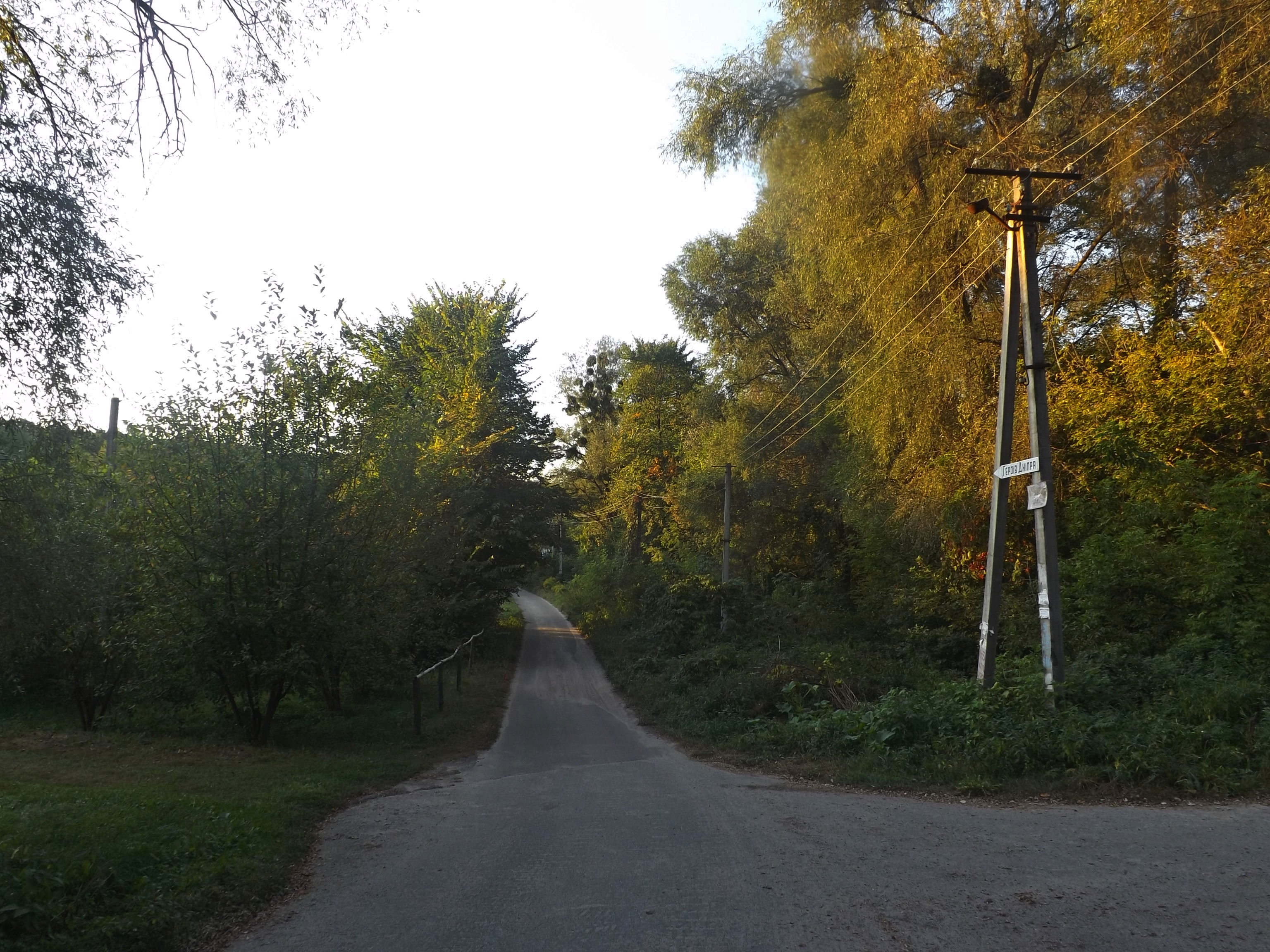
Вулиця Героїв Дніпра
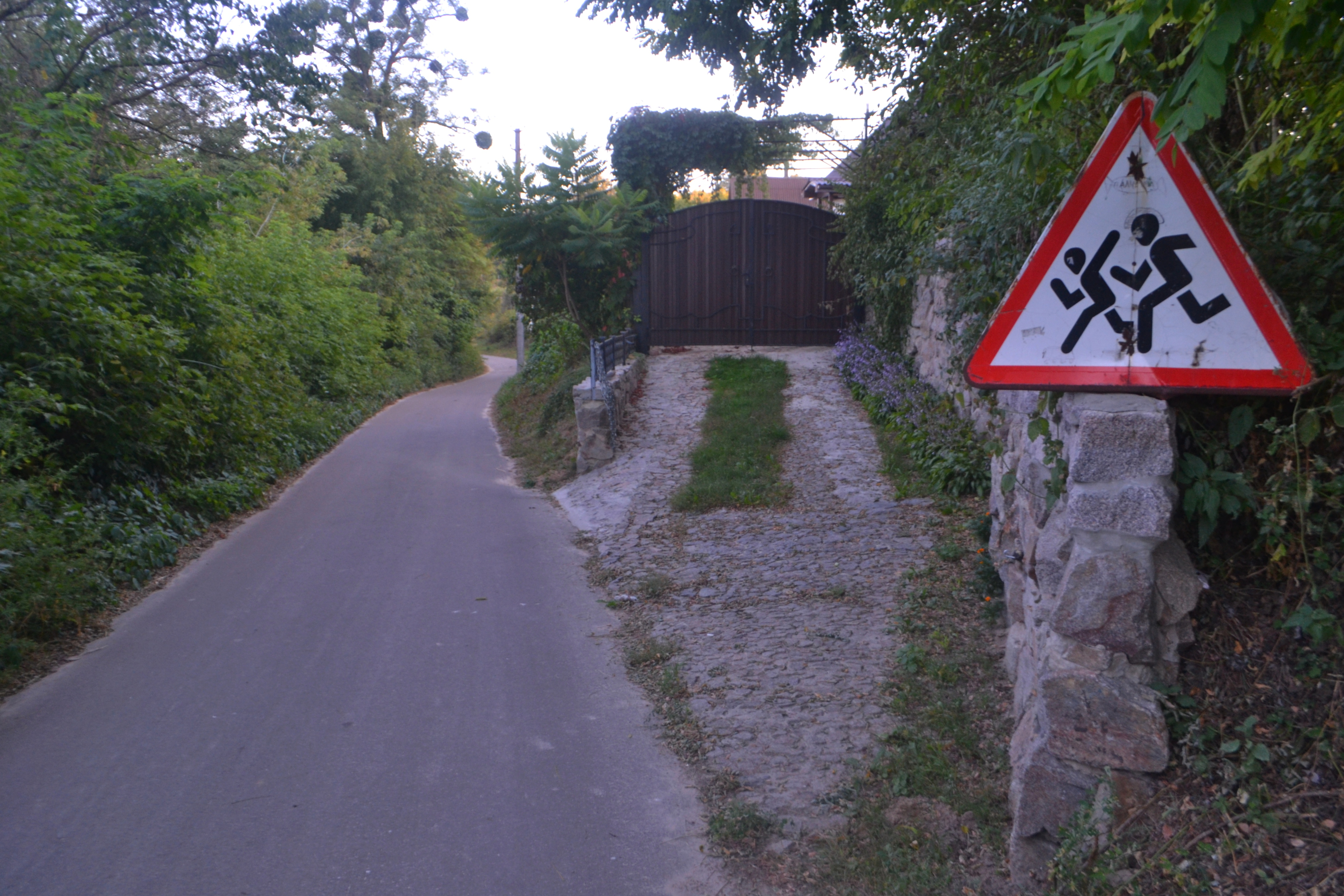
Вулиця Героїв Дніпра
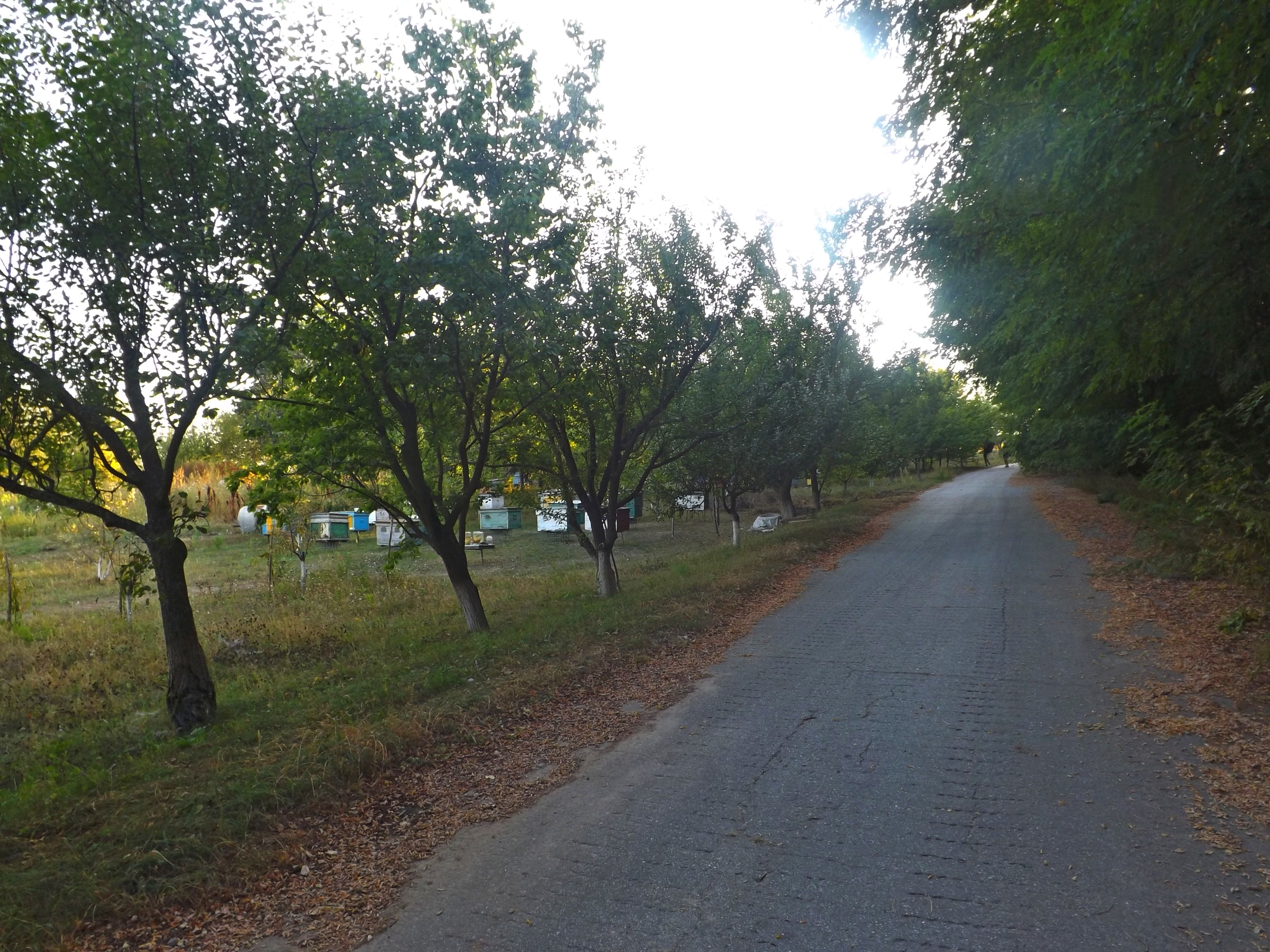
Дорога
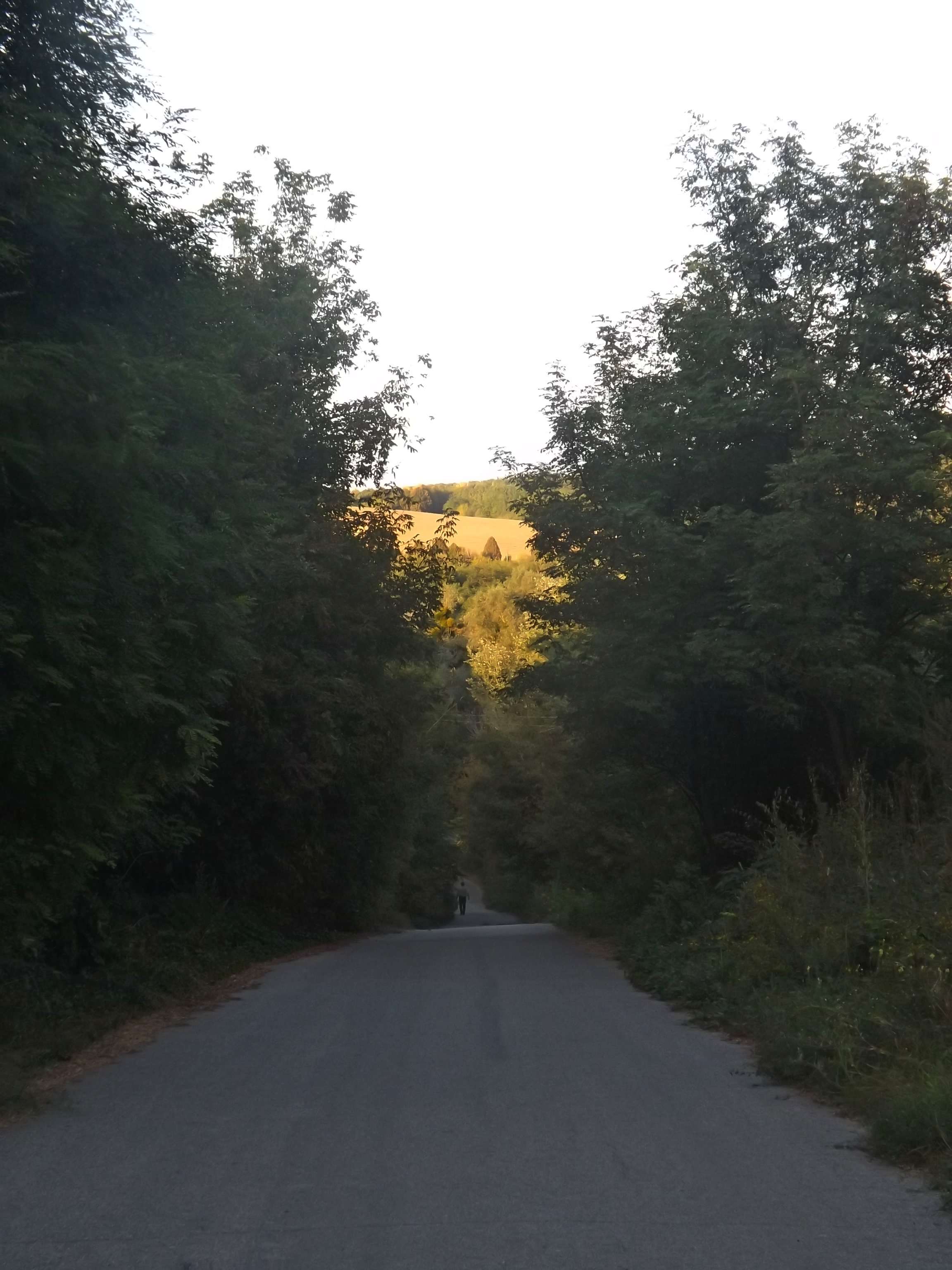
Дорога у напрямку на с.Трахтемирів
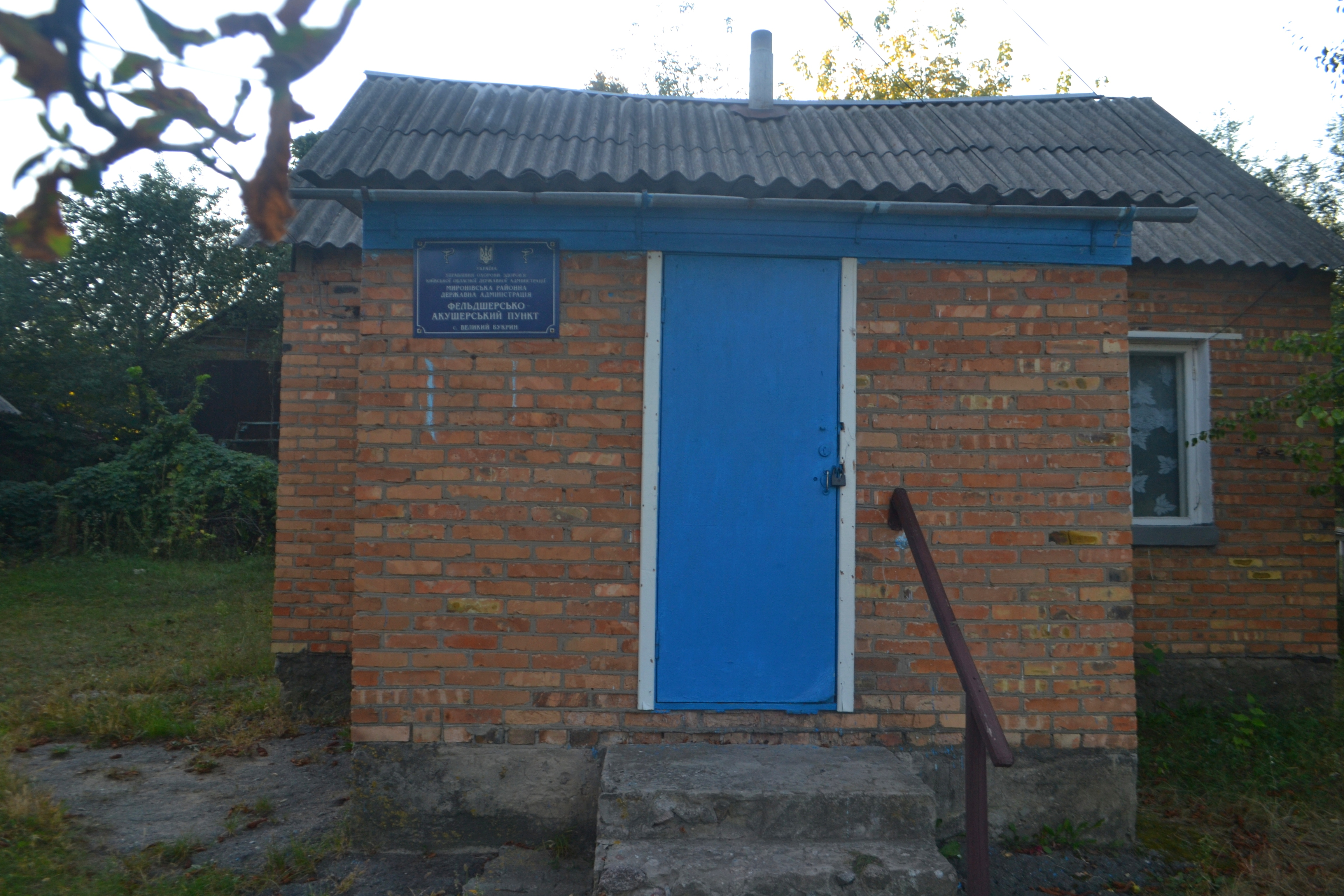
ФАП
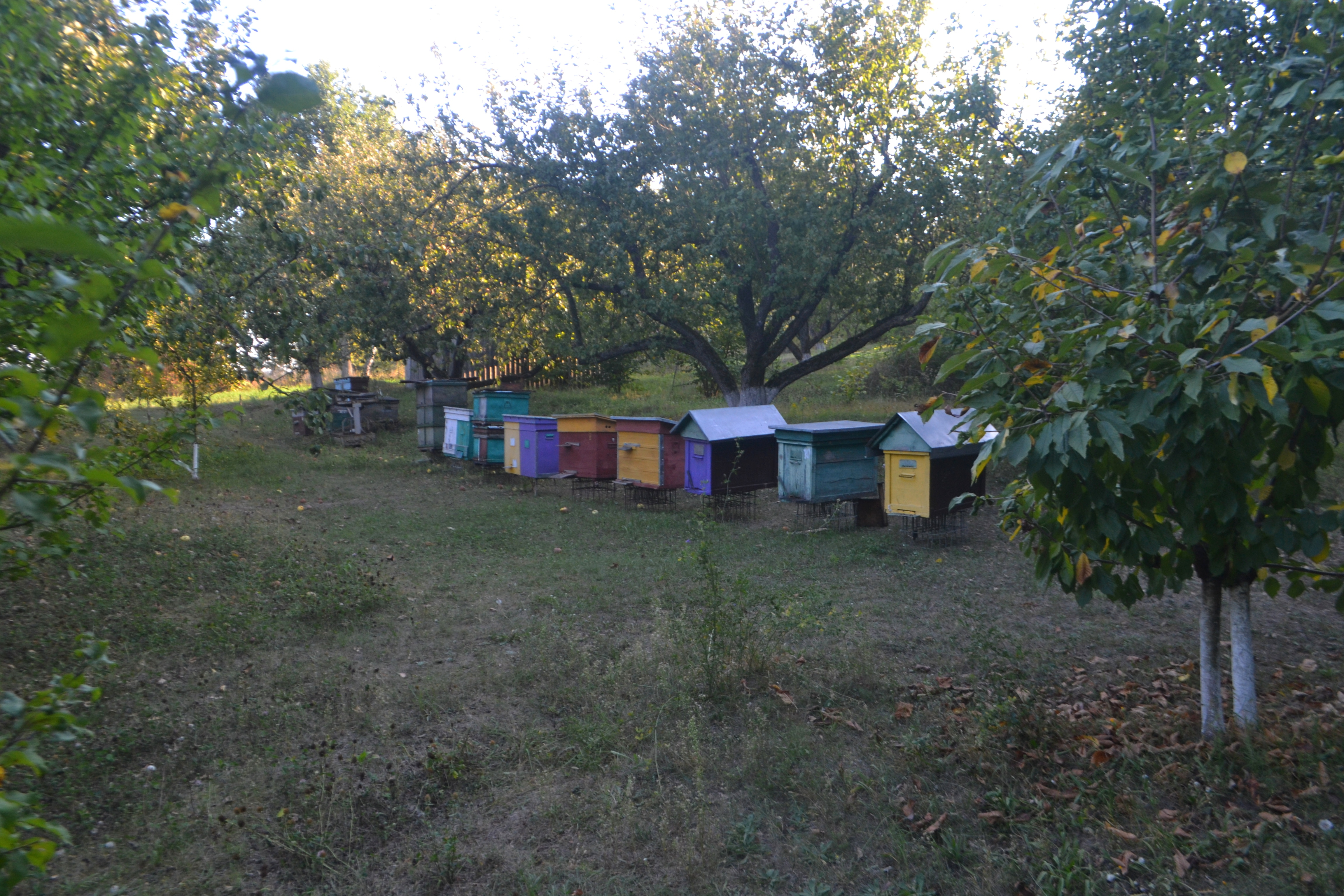
Пасіка
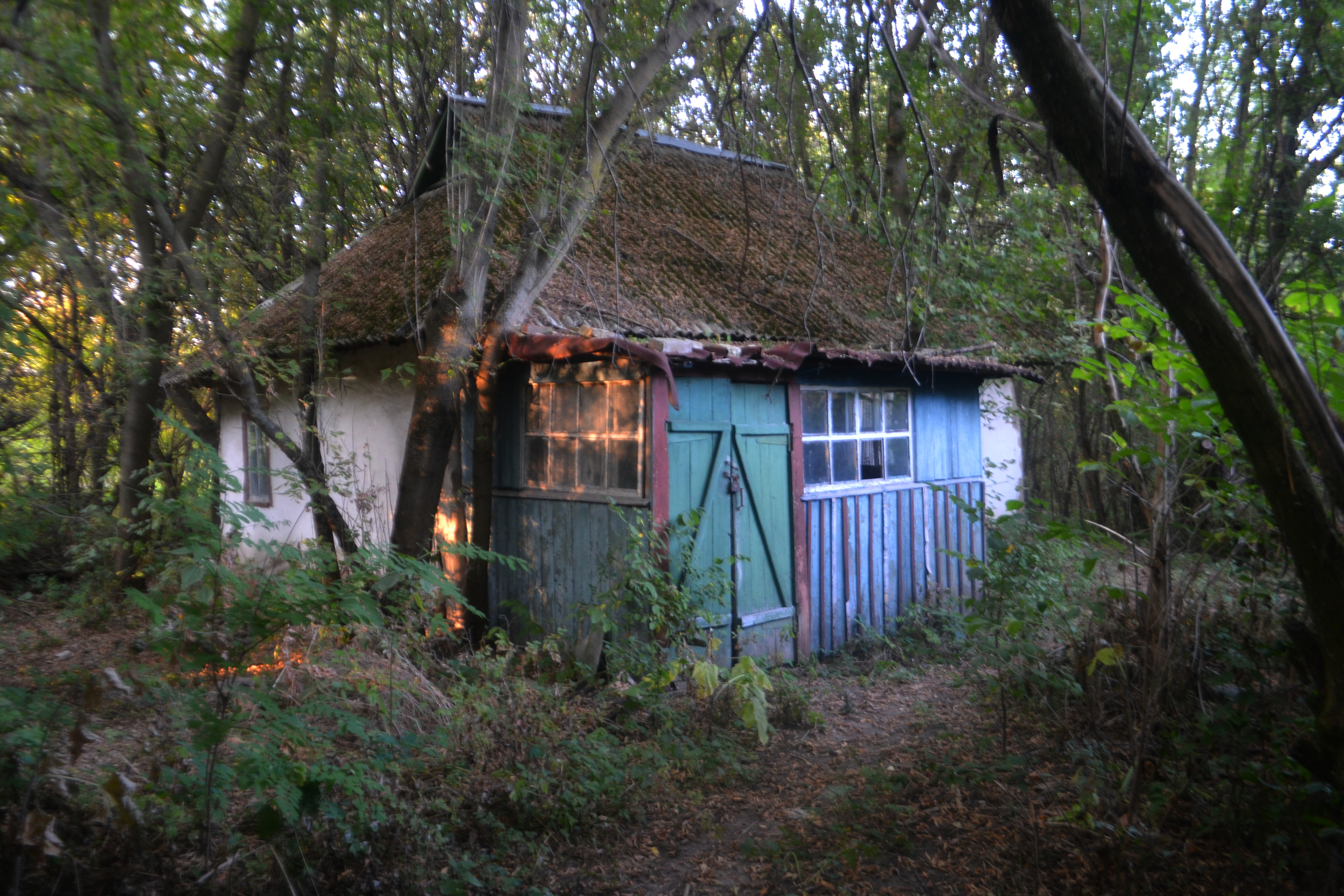
Покинутий будинок
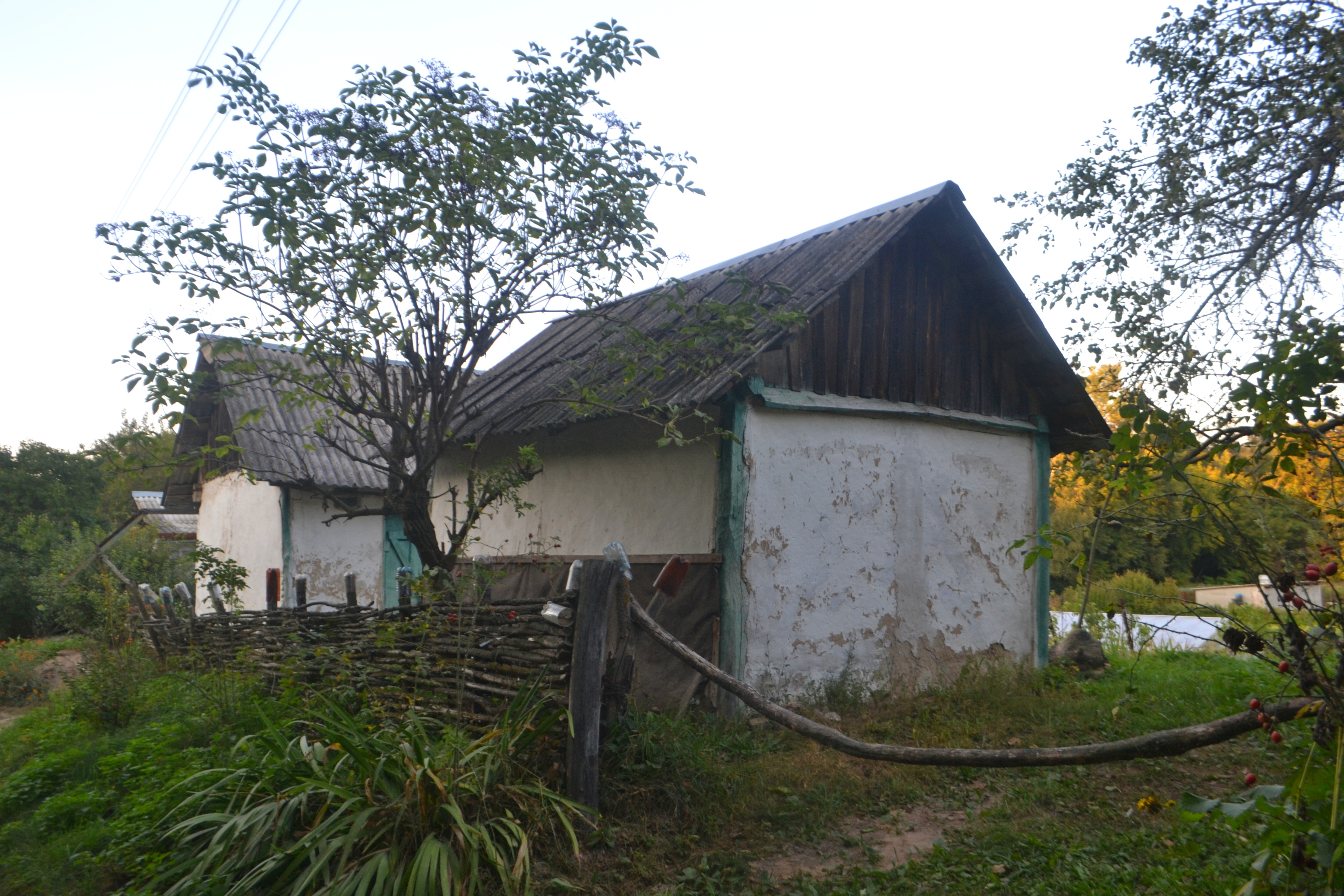
Господарські споруди
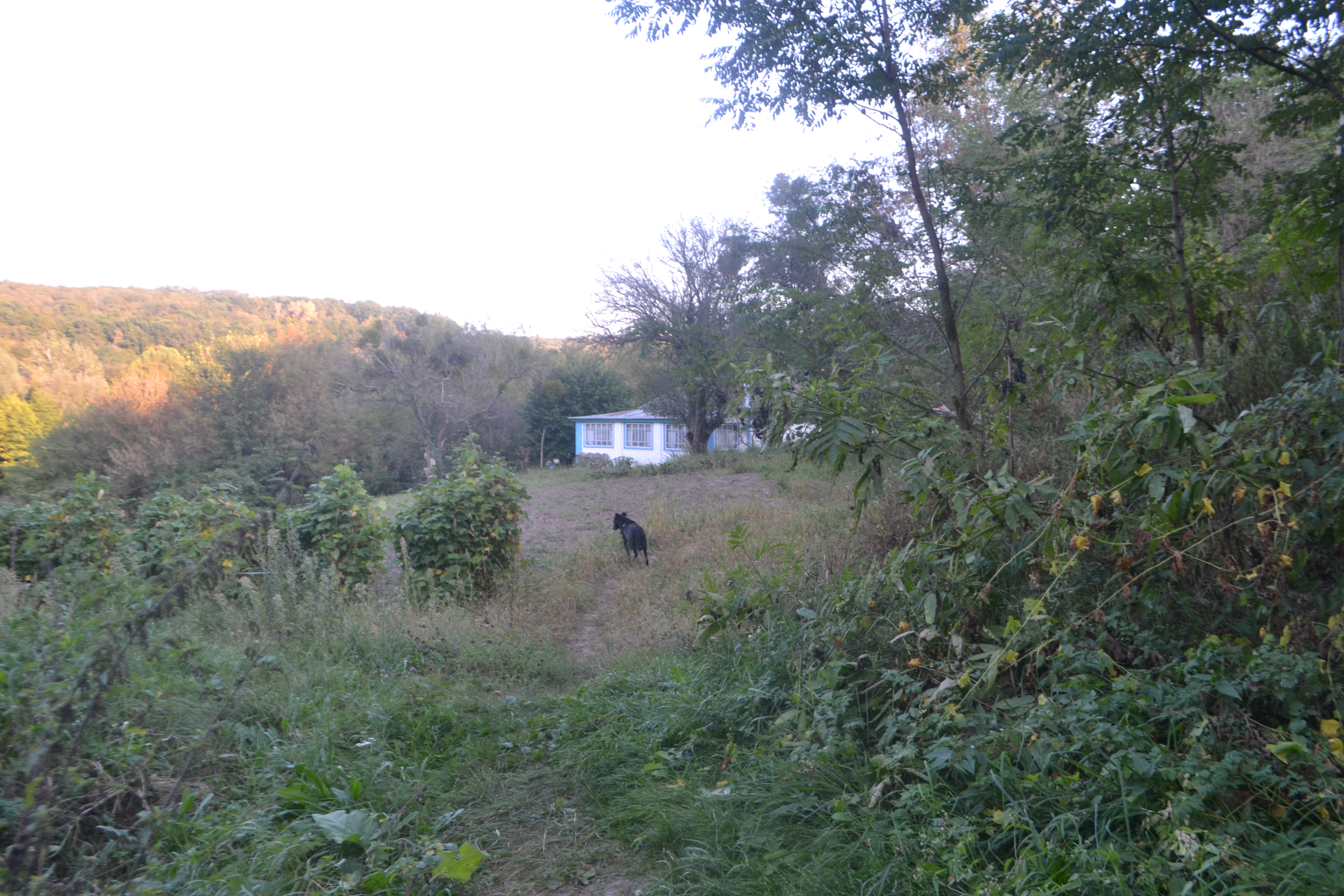
Обійстя
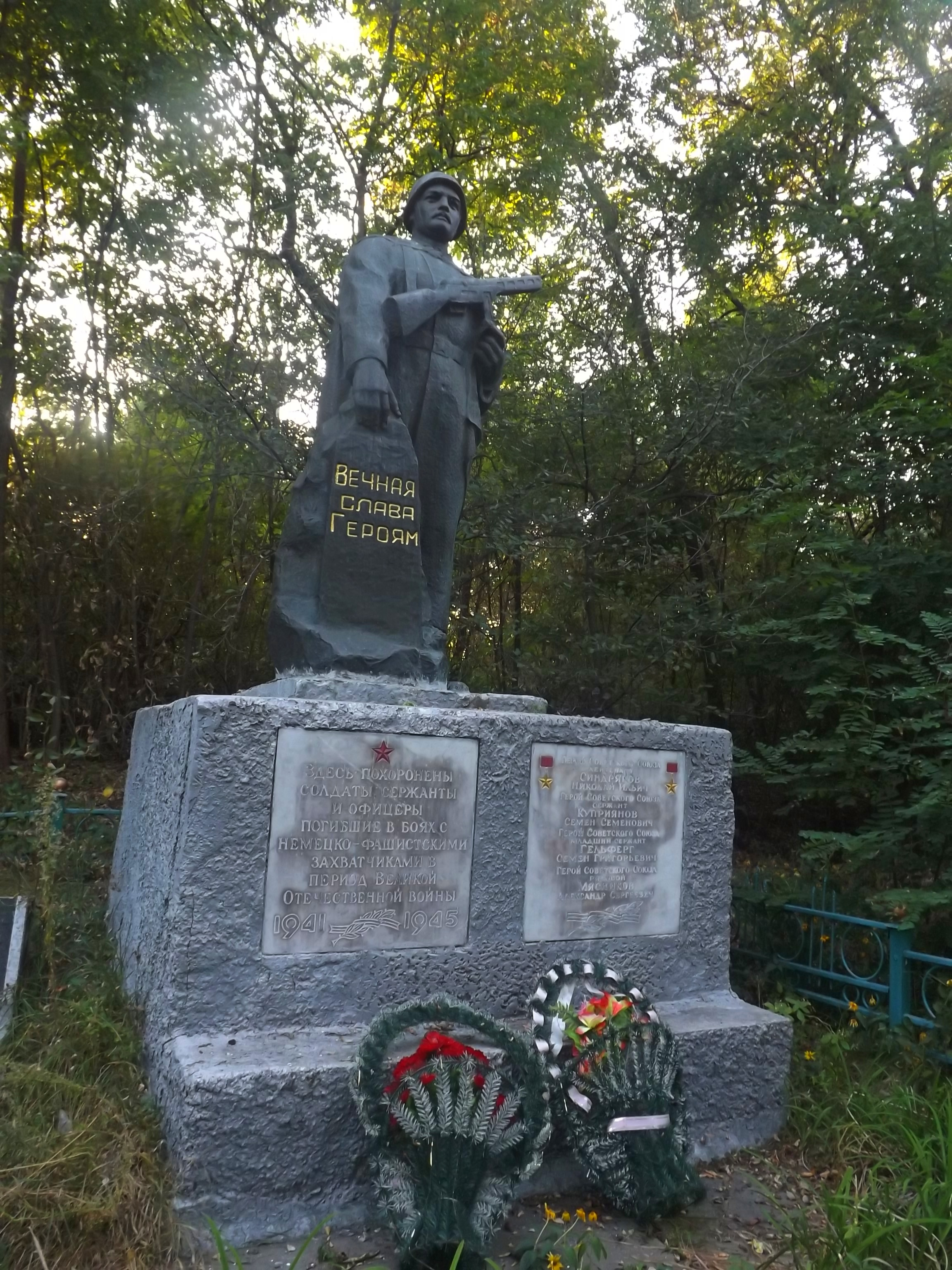
Частина меморіального комплексу
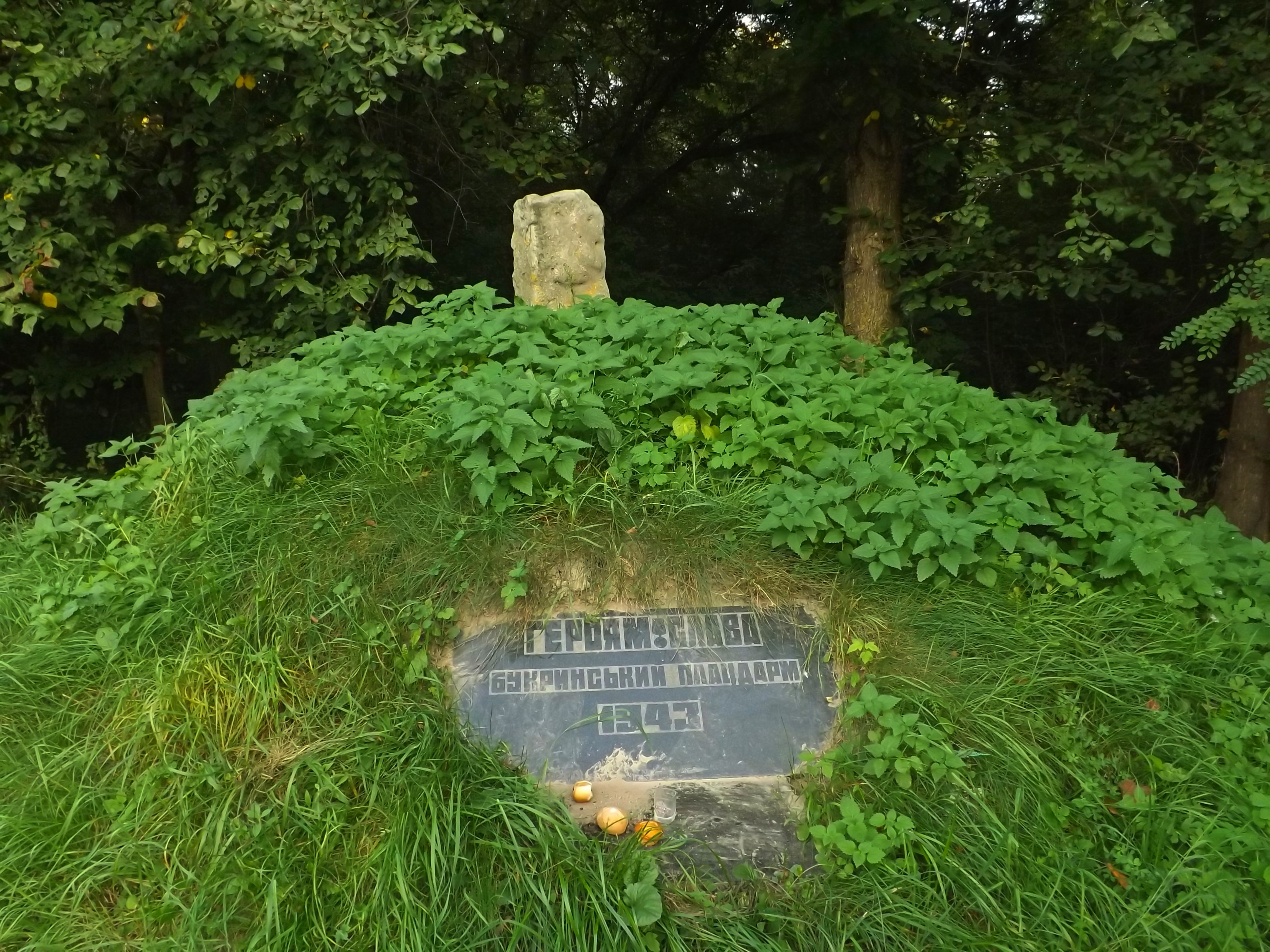
Пам'ятний знак Героям Букринського плацдарму
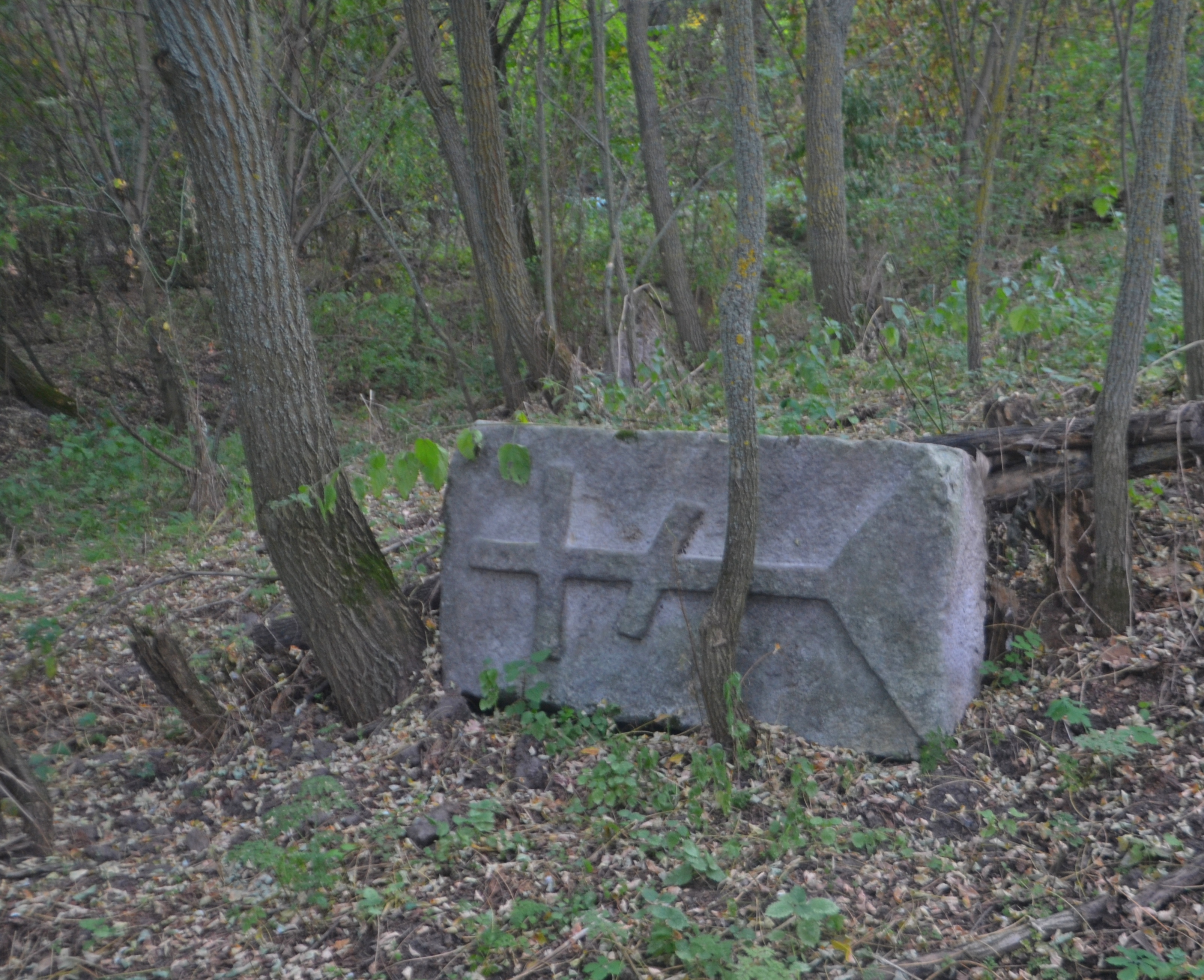
Кам'яний надгробок
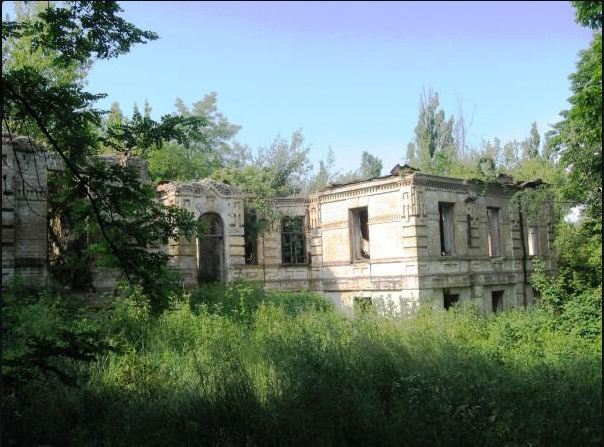
Великий Букрин, руїни панського будинку.

## Уродженці
- Бабак Іван Іванович (* 1923) — український військовик, генерал-майор танкових військ, учасник Другої світової війни.